# 2188 Orlenok
2188 Orlenok este un asteroid din centura principală, descoperit pe 28 octombrie 1976 de Liudmila Juravliova.